# Peyrat-la-Nonière
Peyrat-la-Nonière este o comună în departamentul Creuse din centrul Franței. În 2009 avea o populație de 470 de locuitori.

## Evoluția populației
| An        | 1975 | 1982 | 1990 | 1999 | 2006 | 2009 |
| --------- | ---- | ---- | ---- | ---- | ---- | ---- |
| Populație | 663  | 609  | 506  | 499  | 460  | 470  |